# سليمان سعودي
سليمان سعودي مواليد 23 يوليو 1975، هو لاعب كرة مضرب جزائري سابق بدأ مسيرته كمحترف سنة 1993 وكان يلعب باليد اليسرى، اعتزل اللعب في 2008. أعلى تصنيف له في الفردي كان المركز الـ 212 في سنة 2003. أعلى تصنيف له في الزوجي كان المركز الـ 422 في سنة 2006.

## روابط خارجية
- سليمان سعودي على موقع رابطة محترفي التنس (الإنجليزية)
- سليمان سعودي على موقع الاتحاد الدولي لكرة المضرب (الإنجليزية)
- سليمان سعودي على موقع كأس ديفيز (الإنجليزية)
- سليمان سعودي على موقع خلاصة التنس.كوم (الإنجليزية)
- سليمان سعودي على موقع إي إس بي إن.كوم (الإنجليزية)